# Manuela Lucchini
Manuela Lucchini (Roma, 26 novembre 1952) è una giornalista e conduttrice televisiva italiana, volto noto del TG1 dal 1980 al 2019.

## Biografia

Manuela Lucchini

Nata a Roma, si è accostata al giornalismo giovanissima lavorando per lo storico quotidiano romano Momento-sera e per la rivista settimanale letteraria La Fiera Letteraria.
È laureata in Lettere Moderne presso l'Università degli Studi di Roma "La Sapienza".
È iscritta all'albo dei giornalisti professionisti dal 1978.
Entra a far parte della RAI al TG1 nel 1980, occupandosi di sanità, salute e medicina.
A cavallo tra la fine degli anni ottanta e l'inizio degli anni novanta condusse la rubrica di salute del rotocalco quotidiano TG1 3 minuti di....
Ha condotto l'edizione del TG1 Notte dal 1987 al 1991, alternandosi con altri colleghi tra cui Francesca Grimaldi, Fabio Massimo Rocchi e Alessandro Feroldi.
Ha condotto l'edizione del TG1 Mezzasera dal 1991 al 2004, alternandosi con altri colleghi tra cui Francesca Grimaldi, Manuela De Luca, Donato Bendicenti e Dino Cerri.
Dal 2003 al 2006 ha condotto l'edizione del TG1 delle ore 13:30.
Dal 2006 al 2010 ha nuovamente condotto l'edizione del TG1 Mezzasera.
Fino al 2019 conduce la rubrica Medicina, in onda la domenica all'interno dell'edizione delle 08:00. La conduttrice lascia il TG1 e la RAI dopo 39 anni ha terminato proprio la carriera televisiva per la pensione.
Il Presidente della Repubblica Carlo Azeglio Ciampi le ha consegnato la medaglia di benemerita della Repubblica per la Sanità.
Manuela Lucchini è citata nel libro del 2011 Occhi di maschio: le donne e la televisione in Italia: una storia dal 1954 a oggi, della scrittrice Daniela Brancati.

## Televisione
- TG1 (Rete 1, 1980-1982; Rai 1, 1983-2019)